# Steuerbezirk Grades
Der Steuerbezirk Grades war in der ersten Hälfte des 19. Jahrhunderts einer der 89 Bezirke der Provinz Kärnten. Er umfasste die vier Steuergemeinden Grades, Feistritz, Metnitz und Metnitztal mit einer Gesamtfläche von 41863 Österreichischen Joch (etwa 241 km²). Der Bezirk entsprach damit dem Gebiet der heutigen Marktgemeinde Metnitz zuzüglich jener Gebiete, die im 20. Jahrhundert von den damaligen Gemeinden Grades (Bereich um Zienitzen, 1915; heute Teil der Gemeinde Friesach) und Metnitz (Bereich um Flattnitz, 1973; heute Teil der Gemeinde Glödnitz) an andere Gemeinden abgetreten wurden. Im Jahr 1847 zählte der Bezirk 3477 Einwohner.
Benannt war der Bezirk nach dem Hauptort Grades mit dem gleichnamigen Schloss.
Im Zuge der Reformen nach der Revolution von 1848/49 wurden die Steuerbezirke aufgelöst. Die bis dahin dem Steuerbezirk Grades zugehörigen Steuergemeinden wurden zu zwei politischen Gemeinden (Metnitz, Grades) organisiert und dem neuen politischen Bezirk Sankt Veit zugeteilt.